# Requeixo (Puebla del Brollón)
Requeixo es una entidad de población española situada en la parroquia de Pino, del municipio de Puebla del Brollón, en la provincia de Lugo, Galicia.

## Geografía
Está situado a 414 metros de altitud, en el centro del núcleo de Pino.

## Demografía
No constan los datos demográficos de esta entidad de población ni en el INE español ni en el IGE gallego.